# Liga Femenina FPF 2025
La Liga Femenina FPF 2025, denominada por razones de patrocinio Liga Femenina Apuesta Total 2025, es la quinta edición del torneo bajo el formato de liga nacional descentralizada correspondiente a la Primera División de Fútbol Femenino Peruano, organizada, desarrollada y promovida por la Federación Peruana de Fútbol (FPF).
El campeonato se disputa en dos torneos: Apertura y Clausura. En cada uno, los equipos juegan bajo el sistema de todos contra todos, y los seis mejores clasificarán a los play-offs. Las finales se jugarán en partidos de ida y vuelta en diciembre. El Torneo Apertura se disputa de marzo a julio, mientras que el Torneo Clausura se desarrollará de agosto a noviembre.
En esta temporada, el campeón del Torneo Apertura clasificará a la Copa Libertadores Femenina 2025, que se jugará en Argentina, mientras que el campeón del Torneo Clausura asegurará un cupo para la Copa Libertadores Femenina 2026.
El campeón vigente Alianza Lima buscará ganar su cuarto título de la Liga, mientras Universitario buscará sumar la undécima estrella de su historia. Por su parte, Sporting Cristal y Carlos Mannucci intentarán ganar la Liga por primera vez. 
Dos semanas después del inicio de la Liga, la FPF anunció, el 10 de abril de 2025, que Movistar Deportes transmitiría el torneo a través de todas sus plataformas a partir del 11 de abril, aunque no de manera íntegra. Posteriormente, el 16 de abril, informó que América TV también comenzaría a emitir el campeonato desde el 26 de abril, tanto por señal abierta como por su plataforma América TV Go. Lamentablemente, esta falta de previsión por parte de la FPF impidió que los primeros diez partidos fueran transmitidos oficialmente.

## Sistema de competición
A partir de 2025, la Liga Femenina FPF implementa un nuevo formato que divide el campeonato en dos torneos: el Torneo Apertura y el Torneo Clausura, ambos bajo el sistema de todos contra todos y con sus respectivos play-offs. El Apertura se disputa del 28 de marzo al 6 de julio, mientras que el Clausura se jugará entre el 1 de agosto y el 23 de noviembre. Las finales del campeonato están programadas para los días 7 y 14 de diciembre, en una definición a doble partido que determina al campeón de 2025.
En cada torneo, los seis primeros equipos de la tabla avanzan a los play-offs. Los dos primeros lugares se clasifican directamente a las semifinales, mientras que del tercero al sexto puesto disputan los cuartos de final en duelos eliminatorios (3º contra 6º y 4º contra 5º) en una sede única para garantizar la imparcialidad. Finalmente, los equipos que ocupan los dos últimos lugares de la Tabla Acumulada descienden a la Liga de Ascenso Femenina 2026.
Esta temporada, los planteles cuentan con un máximo de 25 jugadoras mayores de 21 años, sin límite para futbolistas nacionales sub-21, quienes contribuyen a cumplir con la bolsa de minutos exigida de 1170 en la fase regular, con un máximo de tres jugadoras sumando por partido. Asimismo, se permite la inscripción de hasta cuatro jugadoras extranjeras por equipo, todas habilitadas para actuar de manera simultánea, sin restricciones de alineación.

## Equipos participantes
Doce equipos disputan la Liga Femenina FPF 2025: los diez primeros lugares de la temporada 2024, el campeón y el subcampeón de la Liga de Ascenso 2024. Estos equipos representan a ocho regiones del Perú: cuatro de Lima, dos de La Libertad, uno de Áncash, uno de Junín, uno de Arequipa, uno de Cajamarca, uno de Cusco y uno de San Martín.

### Relevos
| Pos.   | Descendidos de Liga Femenina FPF 2024 |
| ------ | ------------------------------------- |
| 5.º GD | Deportivo Municipal                   |
| 6.º GD | Ayacucho FC                           |
| 7.º GD | Academia Cantolao                     |

| Pos. | Ascendidos de Liga de Ascenso Femenina 2024 |
| ---- | ------------------------------------------- |
| 1.º  | Real Áncash FC                              |
| 2.º  | Flamengo FBC                                |

### Localización
| Región      | N.º | Equipos                                                   | Mapa |
| ----------- | --- | --------------------------------------------------------- | --- |
| Lima        | 4   | Alianza Lima, FC Killas, Sporting Cristal y Universitario | Universitario · Alianza · Lima Sporting Cristal · FC Killas C. Mannucci · U. César Vallejo Def. del Ilucán FBC Melgar UNSAAC Biavo FC Real Áncash FC Flamengo FBC Localización de los equipos de la Liga Femenina 2025. |
| La Libertad | 2   | Carlos Mannucci y Universidad César Vallejo               | Universitario · Alianza · Lima Sporting Cristal · FC Killas C. Mannucci · U. César Vallejo Def. del Ilucán FBC Melgar UNSAAC Biavo FC Real Áncash FC Flamengo FBC Localización de los equipos de la Liga Femenina 2025. |
| Áncash      | 1   | Real Áncash FC                                            | Universitario · Alianza · Lima Sporting Cristal · FC Killas C. Mannucci · U. César Vallejo Def. del Ilucán FBC Melgar UNSAAC Biavo FC Real Áncash FC Flamengo FBC Localización de los equipos de la Liga Femenina 2025. |
| Arequipa    | 1   | FBC Melgar                                                | Universitario · Alianza · Lima Sporting Cristal · FC Killas C. Mannucci · U. César Vallejo Def. del Ilucán FBC Melgar UNSAAC Biavo FC Real Áncash FC Flamengo FBC Localización de los equipos de la Liga Femenina 2025. |
| Cajamarca   | 1   | Defensores del Ilucán                                     | Universitario · Alianza · Lima Sporting Cristal · FC Killas C. Mannucci · U. César Vallejo Def. del Ilucán FBC Melgar UNSAAC Biavo FC Real Áncash FC Flamengo FBC Localización de los equipos de la Liga Femenina 2025. |
| Cusco       | 1   | UNSAAC                                                    | Universitario · Alianza · Lima Sporting Cristal · FC Killas C. Mannucci · U. César Vallejo Def. del Ilucán FBC Melgar UNSAAC Biavo FC Real Áncash FC Flamengo FBC Localización de los equipos de la Liga Femenina 2025. |
| Junín       | 1   | Flamengo FBC                                              | Universitario · Alianza · Lima Sporting Cristal · FC Killas C. Mannucci · U. César Vallejo Def. del Ilucán FBC Melgar UNSAAC Biavo FC Real Áncash FC Flamengo FBC Localización de los equipos de la Liga Femenina 2025. |
| San Martín  | 1   | Biavo FC                                                  | Universitario · Alianza · Lima Sporting Cristal · FC Killas C. Mannucci · U. César Vallejo Def. del Ilucán FBC Melgar UNSAAC Biavo FC Real Áncash FC Flamengo FBC Localización de los equipos de la Liga Femenina 2025. |

### Infraestructura
Son doce clubes los que tienen equipos participantes en la Liga Femenina FPF 2025. De ellos:
Dos tienen sede propia registrada para su localía principal: Universitario de Deportes (Estadio Monumental - U) y Alianza Lima (Estadio Alejandro Villanueva).
Tres tienen sede propia registrada para su localía alternativa: Universitario de Deportes (Campo Mar - U), Sporting Cristal (La Florida) y FBC Melgar (Mollebaya).
Cuatro tienen campos de fútbol propios para su entrenamiento: Universitario de Deportes (14, distribuidos entre sus tres sedes), Sporting Cristal (5, en su única sede social), FBC Melgar (3, en su sede del complejo deportivo) y Alianza Lima (2, en su única sede social).
Los demás clubes alquilan de otras instituciones (públicas o privadas) aquellas instalaciones en las que ejercen su localía y en donde hacen sus entrenamientos.

### Información general
| Equipo                    | Ciudad     | Entrenador         | Capitanas                          | Estadio                   | Aforo  | Estadios alternativos                                         | Proveedor        | Patrocinador principal | Otros patrocinadores |
| ------------------------- | ---------- | ------------------ | ---------------------------------- | ------------------------- | ------ | ------------------------------------------------------------- | ---------------- | ---------------------- | --- |
| Alianza Lima              | Lima       | José Letelier      | Rafaela Marques                    | Alejandro Villanueva      | 33 938 | 1 Alternativa Hugo Sotil Yerén (ex Iván Elías Moreno)         | Nike             | Apuesta Total          | Ver lista Clínica Megasalud Gatorade Hyundai Italian Max Saco Oliveros Yape                                                                                                 |
| Biavo FC                  | Bellavista | Vladimir Vargas    | Carmen Yataco                      | Carlos Vidaurre           | 8000   | 2 Alternativas Adela Vargas Burga La Gran Saposoa             | Quilla Sportwear |                        | Ver lista AJE Bella Salud COOPSAA Dormidos EBENECER Radio Pajaten Vidrieria Segura                                                                                          |
| Carlos Mannucci           | Trujillo   | Luis Cordero       | Ana Alva                           | Mansiche                  | 25 000 | 1 Alternativa Complejo UPAO                                   | Walon            | UPAO                   | Ver lista AguaFiel CINÉTICA Clínica Luz y Vida Equilibra Grupo Mannucci HS Lab Jave JJL Nova Resonancia Sporade Transportes Línea Villarroel                                |
| Defensores del Ilucán     | Cutervo    | Miguel Cruzalegui  | Yomira Delgado                     | Juan Maldonado Gamarra    | 8000   | 2 Alternativas Municipal de Huamachuco Estadio Ramón Castilla | Jave             | La Leña                | Ver lista Agua Cielo Clínica San Isidro Fitness Center Nanci Sánchez Grupo Corp. San Isidro Municipalidad de Sánchez Carrión Sporade Transporte Los Andes Valkiria Boutique |
| FBC Melgar                | Arequipa   | Willy Escapa       | Yaquelin Sucapuca Alexandra Vargas | Monumental UNSA           | 60 370 | 1 Alternativa La Tomilla                                      | Walon            | Stake                  | Ver lista DFSK Mall Aventura Arequipa Ricocan Saint-Gobain Sporade WOW Perú                                                                                                 |
| FC Killas                 | Lima       | Gerardo Calero     | Noelía Lumbre                      | Municipal de La Molina    | 5 000  | 2 Alternativas Andrés Bedoya Díaz Videna                      | GS Sport         | Mun. de La Molina      | Ver lista 2K Inmobiliaria Electrolife Octayols R18 Terapia Activa UVA Arq. e interiores Villamonte Yape                                                                     |
| Flamengo FBC              | Huancayo   | Marco Medina       | Even Pizango Daniela Carrillo      | Huancayo                  | 20 000 | 1 Alternativa Monumental de Jauja                             | Fagum Sport      | Caja Huancayo          | Ver lista Fitness Center Clínica San Rafael Clínica Solidariad y Claridad Colegio Unimatic Diios Proveedor Kallpa Inmobiliaria Salesianos Sporade                           |
| Real Áncash FC            | Huaraz     | Celestino Huaranga | Kendy Morales Luisana Pastrano     | Rosas Pampa               | 18 000 |                                                               | Realt            |                        | Ver lista Centro Terapéutico El Milagrito Clínica San Pablo Gus-taso & Gujesi Plast Gym Iron Beast Mundo Holidays Palomino Sport Sporade                                    |
| Sporting Cristal          | Lima       | Vivian Ayres       | Fabiana Oribe                      | Alberto Gallardo          | 8000   | 1 Alternativa La Florida                                      | Puma             | WOW Perú               | Ver lista Cristal DoradoBet Saba Jewelry Design Sporade Yape |
| Universidad Cesar Vallejo | Trujillo   | Luis Montalván     | Margarita Vásquez                  | Mansiche                  | 25 000 | 1 Alternativa Villa Poeta                                     | Astro            | UCV                    | Ver lista Colegio Ingeniería Katenm Marcadores247 Promant Sporade Vendomática                                                                                               |
| Universitario             | Lima       | Andrés Usme        | Fabiola Herrera                    | Monumental                | 80 093 | 2 Alternativas Campo Mar - U Andrés Bedoya Díaz               | Marathon         | Apuesta Total          | Ver lista Altos ESAN Movil Bus San Carlos Yape |
| UNSAAC                    | Cuzco      | Jorge Guerrero     | Brit Rodríguez                     | Inca Garcilaso de la Vega | 45 000 |                                                               | Aries Sportwear  | Caja Cusco             | Ver lista Bitel Clínica Notre Santé Cusco Business Generade Hielo Star HS talleres Intensity Gym Jhon Ross Loa Quimper                                                      |

### Futbolistas extranjeras
| Equipo                | Extranjera 1      | Extranjera 2     | Extranjera 3                | Extranjera 4      | Extranjera 5                | Extranjera 6   |
| --------------------- | ----------------- | ---------------- | --------------------------- | ----------------- | --------------------------- | -------------- |
| Alianza Lima          | Neidy Romero      | Heidy Padilla    | Rafaela Marques             | Annaysa Silva     | Silvani Oliveira            |                |
| Biavo FC              | Cristina Ríos     | Vitória Canuto   | Larissa Araújo              | Anna Beatriz      | Luisiana Velarde            |                |
| Carlos Mannucci       | Diana Chaves      | Yelitza Toledo   | Maribel Portillo            | Alyssa Faithe     |                             |                |
| Defensores del Ilucán | Jeymi Prada       | Alexa Aguilar    | Mayerlin Hernández          | Nicool Lucio      | Tiffany Martínez            |                |
| FBC Melgar            | Mercy Carrillo    | Priscila Bustos  | Anyella Martínez            | Ana Quiroga       | Florencia Rodríguez         |                |
| FC Killas             | Daiana Chiclana   | Yaritza Lárez    | Dayana Rozo                 | Challenger Galvis | Yeilin Atencio              |                |
| Flamengo FBC          | Sharon Corrales   | Daniela Carrillo | Emily Ortega                | Rubelys Perea     |                             |                |
| Real Áncash FC        | Nikol Tobo        | Kendy Morales    | Camila Valencia             | Luisana Castillo  | Luisana Pastrano (Clausura) | Eduarda Falcão |
| Sporting Cristal      | Karol Murcia      | Joselyn González | Luisana Pastrano (Apertura) | Yormary Álvarez   | Danna Lambraño              |                |
| Club UCV              | Danna Alcendra    | Karen Puertas    | Valeria Barriga             | Laura Rengifo     |                             |                |
| Universitario         | Gisela Pino       | Gabriela Bórquez | Tatiana Castañeda           | Karen Páez        | Catalina Usme               |                |
| UNSAAC                | Jhoanny Gutiérrez | María Quintero   | Lizzy Ramos                 |                   |                             |                |

## Partidos de preparación y presentación
| Fecha         | Ciudad     | Estadio                 | Local                   | Resul. | Invitado           | Denominación            |
| ------------- | ---------- | ----------------------- | ----------------------- | ------ | ------------------ | ----------------------- |
| 8 de febrero  | Lima       | Campo Mar U             | Universitario           | 2 - 2  | Sporting Cristal   | Amistoso                |
| 10 de febrero | Sacanche   | Sacanche                | Biavo FC                | 10 - 0 | Academia Piscoyacu | Amistoso                |
| 13 de febrero | Lima       | La Florida              | Sporting Cristal        | 5 - 1  | FC Killas          | Amistoso                |
| 14 de febrero | Guayaquil  | Chubb Arena             | Independiente del Valle | 3 - 1  | Alianza Lima       | Copa Chubb              |
| 15 de febrero | Lima       | Campo Mar U             | Universitario           | 8 - 0  | FC Killas          | Amistoso                |
| 15 de febrero | Lima       | La Florida              | Sporting Cristal        | 5 - 0  | Flamengo FBC       | Amistoso                |
| 16 de febrero | Guayaquil  | Chubb Arena             | Barcelona               | 1 - 2  | Alianza Lima       | Copa Chubb              |
| 16 de febrero | Huaraz     | Rosas Pampa             | Real Áncash FC          | 4 - 0  | Unión Caraz        | Amistoso                |
| 17 de febrero | Lima       | Municipal de La Molina  | FC Killas               | 3 - 2  | Flamengo FBC       | Amistoso                |
| 21 de febrero | Lima       | Municipal de La Molina  | FC Killas               | 1 - 3  | Sporting Cristal   | Amistoso                |
| 1 de marzo    | Lima       | Municipal de La Molina  | FC Killas               | 2 - 2  | Once Machos FC     | Tarde Morada            |
| 2 de marzo    | Huamachuco | Municipal de Huamachuco | Defensores del Ilucán   | 0 - 8  | Sporting Cristal   | Tarde de las Defensoras |
| 2 de marzo    | Lima       | Alejandro Villanueva    | Alianza Lima            | 3 - 0  | Independiente      | Noche Blanquiazul       |
| 15 de marzo   | Huaraz     | Rosas Pampa             | Real Áncash FC          | 1 - 5  | Universitario      | Tarde Celeste           |

## Torneo Apertura
El Torneo Apertura se disputó en una primera fase con el formato de todos contra todos a una sola rueda (partidos de ida), seguida de una etapa de play-offs. Alianza Lima se consagró ganador del torneo, asegurando su clasificación a la final por el título nacional de 2025 y a la Copa Libertadores de América Femenina 2025.  

### Fase Regular del Apertura

#### Tabla de posiciones
| Pos. | Equipo                | Pts. | PJ | G  | E | P | GF | GC | Dif. | Clasificación    |
| ---- | --------------------- | ---- | -- | -- | - | - | -- | -- | ---- | ---------------- |
| 1    | Universitario         | 31   | 11 | 10 | 1 | 0 | 46 | 2  | +44  | Semifinales      |
| 2    | Alianza Lima          | 28   | 11 | 9  | 1 | 1 | 52 | 4  | +48  | Semifinales      |
| 3    | Sporting Cristal      | 26   | 11 | 8  | 2 | 1 | 48 | 7  | +41  | Cuartos de final |
| 4    | FBC Melgar            | 16   | 11 | 4  | 4 | 3 | 17 | 18 | −1   | Cuartos de final |
| 5    | Defensores del Ilucán | 16   | 11 | 4  | 4 | 3 | 16 | 32 | −16  | Cuartos de final |
| 6    | Biavo FC              | 13   | 11 | 3  | 4 | 4 | 23 | 20 | +3   | Cuartos de final |
| 7    | FC Killas             | 13   | 11 | 4  | 1 | 6 | 12 | 29 | −17  |                  |
| 8    | Carlos Mannucci       | 12   | 11 | 3  | 3 | 5 | 14 | 20 | −6   |                  |
| 9    | Flamengo FBC          | 12   | 11 | 4  | 0 | 7 | 18 | 26 | −8   |                  |
| 10   | Real Áncash FC        | 9    | 11 | 3  | 0 | 8 | 15 | 38 | −23  |                  |
| 11   | UNSAAC                | 6    | 11 | 1  | 3 | 7 | 12 | 27 | −15  |                  |
| 12   | Club UCV              | 3    | 11 | 0  | 3 | 8 | 0  | 50 | −50  |                  |

Actualizado a los partidos jugados el 25 de mayo de 2025.
 Fuente: Liga Femenina Apuesta Total

#### Evolución de la clasificación
| Pos. | Equipo                | F1   | F2   | F3   | F4   | F5   | F6   | F7   | F8   | F9   | F10  | F11  |
| ---- | --------------------- | ---- | ---- | ---- | ---- | ---- | ---- | ---- | ---- | ---- | ---- | ---- |
| 1.°  | Universitario         | 3.°  | 2.°  | 1.°  | 1.°  | 1.°  | 1.°  | 1.°  | 1.°  | 1.°  | 1.°  | 1.°  |
| 2.°  | Alianza Lima          | 1.°  | 1.°  | 2.°  | 2.°  | 2.°  | 2.°  | 2.°  | 2.°  | 2.°  | 2.°  | 2.°  |
| 3.°  | Sporting Cristal      | 2.°  | 3.°  | 3.°  | 3.°  | 3.°  | 3.°  | 3.°  | 3.°  | 3.°  | 3.°  | 3.°  |
| 4.°  | FBC Melgar            | 4.°  | 4.°  | 5.°  | 5.°  | 5.°  | 4.°  | 6.°  | 5.°  | 5.°  | 4.°  | 4.°  |
| 5.°  | Defensores del Ilucán | 12.° | 11.° | 12.° | 8.°  | 8.°  | 7.°  | 5.°  | 4.°  | 4.°  | 5.°  | 5.°  |
| 6.°  | Biavo FC              | 5.°  | 6.°  | 7.°  | 10.° | 9.°  | 8.°  | 8.°  | 8.°  | 9.°  | 6.°  | 6.°  |
| 7.°  | FC Killas             | 7.°  | 7.°  | 11.° | 7.°  | 4.°  | 6.°  | 4.°  | 7.°  | 8.°  | 9.°  | 7.°  |
| 8.°  | Carlos Mannucci       | 6.°  | 8.°  | 8.°  | 6.°  | 7.°  | 5.°  | 7.°  | 6.°  | 7.°  | 7.°  | 8.°  |
| 9.°  | Flamengo FBC          | 11.° | 5.°  | 4.°  | 4.°  | 6.°  | 9.°  | 9.°  | 9.°  | 6.°  | 8.°  | 9.°  |
| 10.° | Real Áncash FC        | 9.°  | 12.° | 6.°  | 9.°  | 10.° | 10.° | 10.° | 10.° | 10.° | 10.° | 10.° |
| 11.° | UNSAAC                | 10.° | 9.°  | 9.°  | 11.° | 11.° | 11.° | 11.° | 11.° | 11.° | 11.° | 11.° |
| 12.° | Club UCV              | 8.°  | 10.° | 10.° | 12.° | 12.° | 12.° | 12.° | 12.° | 12.° | 12.° | 12.° |

#### Resultados
- Los horarios corresponden a la hora local del Perú: (UTC–5).

| Fecha 1 | Fecha 1     | Fecha 1 | Fecha 1           | Fecha 1            | Fecha 1          | Fecha 1          | Fecha 1   | Fecha 1               | Fecha 1                                                                                                |
| N.°     | Fecha       | Hora    | Sede              | Estadio            | Árbitro          | Local            | Resultado | Visitante             | Goleadoras                                                                                             |
| ------- | ----------- | ------- | ----------------- | ------------------ | ---------------- | ---------------- | --------- | --------------------- | --- |
| 1       | 28 de marzo | 11:00   | Trujillo          | Villa Poeta        | Juan Matos       | Club UCV         | 0 – 0     | FC Killas             | Sin goleadoras                                                                                         |
| 2       | 28 de marzo | 14:00   | Arequipa          | CAR de FBC Melgar  | Yoselin Campó    | FBC Melgar       | 5 – 0     | UNSAAC                | Raquel Bilcape (2), Marifé Ramos, Alba Soto y Anyella Martínez                                         |
| 3       | 29 de marzo | 10:00   | Rímac             | La Florida         | Ingrid Rodríguez | Sporting Cristal | 6 – 0     | Flamengo FBC          | Anais Vilca, Milena Tomayconsa, Karol Murcia, Sabrina Ramírez y Joselyn González (2)                   |
| 4       | 29 de marzo | 15:00   | Huaraz            | Rosas Pampa        | Walter Guadalupe | Real Áncash FC   | 1 – 6     | Universitario         | Nikol Tobo (ANC); Karen Páez, Cindy Novoa, Alondra Vílchez, Pierina Núñez (2) y Xioczana Canales (UNI) |
| 5       | 30 de marzo | 11:00   | El Eslabón        | Adela Vargas Burga | Sally Huamán     | Biavo FC         | 2 – 2     | Carlos Mannucci       | Gavi Gonzales (2) (BIA); Katsumi Cheng (2) (MAN)                                                       |
| 6       | 30 de marzo | 15:00   | Villa El Salvador | Iván Elías Moreno  | Martha Guzmán    | Alianza Lima     | 11 – 0    | Defensores del Ilucán | Yomira Tacilla (2), Adriana Lúcar (4) Gladys Dorador, Heidy Padilla (2) y Annaysa Silva (2)            |

| Fecha 2 | Fecha 2     | Fecha 2 | Fecha 2    | Fecha 2                   | Fecha 2          | Fecha 2               | Fecha 2   | Fecha 2          | Fecha 2                                                                                 |
| N.°     | Fecha       | Hora    | Sede       | Estadio                   | Árbitro          | Local                 | Resultado | Visitante        | Goleadoras                                                                              |
| ------- | ----------- | ------- | ---------- | ------------------------- | ---------------- | --------------------- | --------- | ---------------- | --------------------------------------------------------------------------------------- |
| 7       | 5 de abril  | 11:00   | La Molina  | Municipal                 | Priscila Vásquez | FC Killas             | 0 – 4     | Sporting Cristal | Joselyn González, Karol Murcia, Sofía Aguayo y Ana Iraha                                |
| 8       | 5 de abril  | 11:00   | Cusco      | Inca Garcilaso de la Vega | Flor Carazas     | UNSAAC                | 2 – 2     | Biavo FC         | Shirley Tomayconsa y Paloma Del Solar (UNS); Leysi Lira y Larissa Araújo (BIA)          |
| 9       | 6 de abril  | 11:00   | Huancayo   | Huancayo                  | Glenda Reyes     | Flamengo FBC          | 4 – 1     | Real Áncash FC   | Emily Ortega, Rubelys Perea, Sintia Rojas y Sheraly Ochavano (FLA); Nikol Tobo (ANC)    |
| 10      | 6 de abril  | 13:00   | Huamachuco | Municipal                 | José García      | Defensores del Ilucán | 1 – 1     | FBC Melgar       | Yomira Delgado (DEF); Alba Soto (MEL)                                                   |
| 11      | 11 de abril | 9:00    | Trujillo   | Complejo UPAO             | Alexander Blas   | Carlos Mannucci       | 0 – 5     | Alianza Lima     | Rafaela Marques (2), Heidy Padilla, Annaysa Silva y Sashenka Porras                     |
| 12      | 11 de abril | 11:30   | Lurín      | Campo Mar U               | Milagros Arruela | Universitario         | 9 – 0     | Club UCV         | Pierina Núñez (4), Scarleth Flores, Karen Páez, Kimbherly Flores (2) y Xioczana Canales |

| Fecha 3 | Fecha 3     | Fecha 3 | Fecha 3    | Fecha 3             | Fecha 3             | Fecha 3          | Fecha 3   | Fecha 3               | Fecha 3 |
| N.°     | Fecha       | Hora    | Sede       | Estadio             | Árbitro             | Local            | Resultado | Visitante             | Goleadoras |
| ------- | ----------- | ------- | ---------- | ------------------- | ------------------- | ---------------- | --------- | --------------------- | --- |
| 13      | 12 de abril | 10:00   | Rímac      | La Florida          | Carla Peña          | Sporting Cristal | 8 – 0     | Defensores del Ilucán | Sabrina Ramírez, Joselyn González, Enica Fasabi, Yormary Álvarez, Gabriela García, Fabiana Oribe, Milena Tomayconsa y Melanny Mondaca |
| 14      | 12 de abril | 15:00   | Huaraz     | Rosas Pampa         | Richard Quispe      | Real Áncash FC   | 3 – 2     | UNSAAC                | Yamila Jaramillo, Camila Valencia y Morelia Guimaray (ANC); Shirley Tomayconsa y Britt Rodríguez (UNS)                                |
| 15      | 15 de abril | 11:00   | Trujillo   | César Acuña Peralta | Priscila Vásquez    | Club UCV         | 0 – 2     | Flamengo FBC          | Odalys Rivas y Daniela Carrillo |
| 16      | 15 de abril | 15:00   | Lurín      | Campo Mar U         | Johanna Vega        | Universitario    | 8 – 0     | FC Killas             | Karen Páez (3), Pierina Núñez, Fabiola Herrera, Oriana Belsuzarri, Luz Campoverde y Scarleth Flores                                   |
| 17      | 16 de abril | 13:00   | Arequipa   | CAR de FBC Melgar   | Flor Carazas        | FBC Melgar       | 0 – 0     | Carlos Mannucci       | Sin goleadoras |
| 18      | 16 de abril | 15:00   | El Eslabón | Adela Vargas Burga  | Franklin Chuquizuta | Biavo FC         | 1 – 3     | Alianza Lima          | Gavi Gonzales (BIA); Emily Flores, Heidy Padilla y Annaysa Silva (ALI)                                                                |

| Fecha 4 | Fecha 4     | Fecha 4 | Fecha 4           | Fecha 4                   | Fecha 4           | Fecha 4               | Fecha 4   | Fecha 4          | Fecha 4                                                                         |
| N.°     | Fecha       | Hora    | Sede              | Estadio                   | Árbitro           | Local                 | Resultado | Visitante        | Goleadoras                                                                      |
| ------- | ----------- | ------- | ----------------- | ------------------------- | ----------------- | --------------------- | --------- | ---------------- | ------------------------------------------------------------------------------- |
| 19      | 18 de abril | 15:00   | Cusco             | Inca Garcilaso de la Vega | Raúl Pastor       | UNSAAC                | 1 – 2     | Sporting Cristal | Shirley Tomayconsa (UNS); Karol Murcia y Joselyn González (SCR)                 |
| 20      | 19 de abril | 15:00   | Huancayo          | Huancayo                  | Roberto Benavides | Flamengo FBC          | 0 – 3     | Universitario    | Alondra Vílchez, Karen Páez y Luz Campoverde                                    |
| 21      | 20 de abril | 11:00   | Villa El Salvador | Iván Elías Moreno         | Priscila Vásquez  | Alianza Lima          | 6 – 0     | FBC Melgar       | Annaysa Silva, Emily Flores, Adriana Lúcar (3) y Gianella Romero                |
| 22      | 20 de abril | 13:30   | La Molina         | Municipal                 | Ingrid Rodríguez  | FC Killas             | 3 – 1     | Biavo FC         | Angelina Urpe, Dayana Rozo y Catherinne Bringas (KIL); Leysi Lira (BIA)         |
| 23      | 20 de abril | 15:00   | Huamachuco        | Municipal                 | Javier Casanova   | Defensores del Ilucán | 3 – 0     | Club UCV         | Tiffany Martínez y Yomira Delgado (2)                                           |
| 24      | 21 de abril | 10:00   | Trujillo          | Complejo UPAO             | Thalia Yslado     | Carlos Mannucci       | 4 – 1     | Real Áncash FC   | Diana Chaves, Azucena Daga y Alessia Sanllehi (2) (MAN); Yamila Jaramillo (ANC) |

| Fecha 5 | Fecha 5     | Fecha 5 | Fecha 5              | Fecha 5             | Fecha 5           | Fecha 5          | Fecha 5   | Fecha 5               | Fecha 5                                                            |
| N.°     | Fecha       | Hora    | Sede                 | Estadio             | Árbitro           | Local            | Resultado | Visitante             | Goleadoras                                                         |
| ------- | ----------- | ------- | -------------------- | ------------------- | ----------------- | ---------------- | --------- | --------------------- | ------------------------------------------------------------------ |
| 25      | 25 de abril | 15:00   | Trujillo             | César Acuña Peralta | Thalia Yslado     | Club UCV         | 0 – 0     | UNSAAC                | Sin goleadoras                                                     |
| 26      | 26 de abril | 11:00   | San Martín de Porres | Alberto Gallardo    | Milagros Arruela  | Sporting Cristal | 2 – 0     | Carlos Mannucci       | Karol Murcia (2)                                                   |
| 27      | 26 de abril | 13:30   | Lurín                | Campo Mar U         | Elizabeth Tintaya | Universitario    | 6 – 0     | Defensores del Ilucán | Cindy Novoa (2), Pierina Núñez (2), María Espejo y Valerie Gherson |
| 28      | 27 de abril | 10:30   | Arequipa             | CAR de FBC Melgar   | Leydi Delgado     | FBC Melgar       | 1 – 1     | Biavo FC              | Anyella Martínez (MEL); Vitória Canuto (BIA)                       |
| 29      | 27 de abril | 13:00   | La Molina            | Municipal           | Heydi Mendoza     | FC Killas        | 2 – 0     | Flamengo FBC          | Dayana Rozo y Merli Calle                                          |
| 30      | 27 de abril | 15:00   | Huaraz               | Rosas Pampa         | Elio Mejía        | Real Áncash FC   | 0 – 3     | Alianza Lima          | Alison Reyes, Yomira Tacilla y Annaysa Silva                       |

| Fecha 6 | Fecha 6     | Fecha 6 | Fecha 6           | Fecha 6                   | Fecha 6          | Fecha 6               | Fecha 6   | Fecha 6          | Fecha 6                                                        |
| N.°     | Fecha       | Hora    | Sede              | Estadio                   | Árbitro          | Local                 | Resultado | Visitante        | Goleadoras                                                     |
| ------- | ----------- | ------- | ----------------- | ------------------------- | ---------------- | --------------------- | --------- | ---------------- | -------------------------------------------------------------- |
| 31      | 30 de abril | 13:00   | Huamachuco        | Municipal                 | Raúl Quispe      | Defensores del Ilucán | 2 – 0     | FC Killas        | Nicool Lucio (2)                                               |
| 32      | 30 de abril | 15:00   | El Eslabón        | Adela Vargas Burga        | Wuilder Espinoza | Biavo FC              | 3 – 0     | Real Áncash FC   | Ester Díaz, Larissa Araújo y Gavi Gonzales                     |
| 33      | 1 de mayo   | 10:00   | Trujillo          | Complejo UPAO             | Javier Casanova  | Carlos Mannucci       | 4 – 0     | Club UCV         | Azucena Daga, Yelitza Toledo, Alessia Sanllehi y Katsumi Cheng |
| 34      | 1 de mayo   | 13:15   | Cusco             | Inca Garcilaso de la Vega | Flor Carazas     | UNSAAC                | 0 – 3     | Universitario    | Pierina Núñez, Gisela Pino y Tatiana Castañeda                 |
| 35      | 1 de mayo   | 15:30   | Villa El Salvador | Iván Elías Moreno         | Johanna Vega     | Alianza Lima          | 1 – 1     | Sporting Cristal | Sashenka Porras (ALI); Angie Tomateo (SCR)                     |
| 36      | 18 de mayo  | 10:30   | Arequipa          | CAR de FBC Melgar         | Johan Gutiérrez  | FBC Melgar            | 2 – 1     | Flamengo FBC     | Raquel Bilcape (2) (MEL); Daniela Carrillo (FLA)               |

| Fecha 7 | Fecha 7   | Fecha 7 | Fecha 7   | Fecha 7             | Fecha 7          | Fecha 7          | Fecha 7   | Fecha 7               | Fecha 7 |
| N.°     | Fecha     | Hora    | Sede      | Estadio             | Árbitro          | Local            | Resultado | Visitante             | Goleadoras |
| ------- | --------- | ------- | --------- | ------------------- | ---------------- | ---------------- | --------- | --------------------- | --- |
| 37      | 4 de mayo | 10:00   | La Molina | Municipal           |                  | FC Killas        | 2 – 1     | UNSAAC                | Mary Arguedas y Linda Espinoza (KIL); Paloma Del Solar (UNS)                                                        |
| 38      | 4 de mayo | 12:30   | Rímac     | La Florida          |                  | Sporting Cristal | 4 – 1     | Biavo FC              | Karol Murcia (2), Milena Tomayconsa y Ana Iraha (SCR); Gavi Gonzales (BIA)                                          |
| 39      | 4 de mayo | 15:00   | Huancayo  | Huancayo            |                  | Flamengo FBC     | 2 – 3     | Defensores del Ilucán | Rocío Fernández y Zulianita Vela (FLA); Tiffany Martínez (2) y Alexa Aguilar (DEF)                                  |
| 40      | 4 de mayo | 15:00   | Lurín     | Campo Mar U         | Johanna Vega     | Universitario    | 3 – 0     | Carlos Mannucci       | Tatiana Castañeda, Pierina Núñez y Luz Campoverde                                                                   |
| 41      | 5 de mayo | 13:15   | Trujillo  | César Acuña Peralta | Raúl Quispe      | Club UCV         | 0 – 9     | Alianza Lima          | Yomira Tacilla (2), Heidy Padilla, Allison Azabache, Neidy Romero, Annaysa Silva, Adriana Lúcar (2) y Tifani Molina |
| 42      | 5 de mayo | 19:00   | Huaraz    | Rosas Pampa         | Ángel Huamaliano | Real Áncash FC   | 2 – 1     | FBC Melgar            | Tania Salcedo y Kendy Morales (ANC); Anyella Martínez (MEL)                                                         |

| Fecha 8 | Fecha 8    | Fecha 8 | Fecha 8     | Fecha 8                   | Fecha 8       | Fecha 8         | Fecha 8   | Fecha 8               | Fecha 8                                                                                      |
| N.°     | Fecha      | Hora    | Sede        | Estadio                   | Árbitro       | Local           | Resultado | Visitante             | Goleadoras                                                                                   |
| ------- | ---------- | ------- | ----------- | ------------------------- | ------------- | --------------- | --------- | --------------------- | -------------------------------------------------------------------------------------------- |
| 43      | 9 de mayo  | 15:00   | Cusco       | Inca Garcilaso de la Vega | Kevin Maxdeo  | UNSAAC          | 2 – 4     | Flamengo FBC          | Paloma del Solar (2) (UNS); Odalys Rivas, Even Pizango, Rubelys Perea y Zulianita Vela (FLA) |
| 44      | 10 de mayo | 11:00   | Trujillo    | Complejo UPAO             | Jackson Asto  | Carlos Mannucci | 1 – 0     | FC Killas             | Aranxa Vega                                                                                  |
| 45      | 10 de mayo | 15:00   | Arequipa    | CAR de FBC Melgar         | Flor Carazas  | FBC Melgar      | 3 – 2     | Sporting Cristal      | Raquel Bilcape, Alexandra Vargas y Camila Perochena (MEL); Rubí Acosta y Karol Murcia (SCR)  |
| 46      | 11 de mayo | 11:00   | Huaraz      | Rosas Pampa               | Obet Sánchez  | Real Áncash FC  | 1 – 4     | Defensores del Ilucán | Kendy Morales (ANC); Nycol Pérez, Brenda Adrianzén y Paola Lizarsaburu (2) (DEF)             |
| 47      | 11 de mayo | 12:00   | La Victoria | Alejandro Villanueva      | Junior Rivera | Alianza Lima    | 0 – 1     | Universitario         | Karen Páez                                                                                   |
| 48      | 11 de mayo | 15:30   | El Eslabón  | Adela Vargas Burga        | Marco Bravo   | Biavo FC        | 8 – 0     | Club UCV              | Gavi Gonzales (4), Vitória Canuto, Carmen Yataco, Ester Díaz y Giovana Auccapiña             |

| Fecha 9 | Fecha 9    | Fecha 9 | Fecha 9    | Fecha 9             | Fecha 9          | Fecha 9               | Fecha 9   | Fecha 9         | Fecha 9                                                                                |
| N.°     | Fecha      | Hora    | Sede       | Estadio             | Árbitro          | Local                 | Resultado | Visitante       | Goleadoras                                                                             |
| ------- | ---------- | ------- | ---------- | ------------------- | ---------------- | --------------------- | --------- | --------------- | -------------------------------------------------------------------------------------- |
| 49      | 15 de mayo | 11:00   | Trujillo   | César Acuña Peralta | Jair Vargas      | Club UCV              | 0 – 0     | FBC Melgar      | Sin goleadoras                                                                         |
| 50      | 15 de mayo | 15:30   | Huancayo   | Huancayo            | Luis Huillcas    | Flamengo FBC          | 3 – 1     | Carlos Mannucci | Sara Jurado, Rocío Fernández y Daniela Carrillo (FLA); Diana Chaves (MAN)              |
| 51      | 16 de mayo | 15:00   | Huamachuco | Municipal           | Thalia Yslado    | Defensores del Ilucán | 1 – 1     | UNSAAC          | Leydibi Llanos (DEF); Shirley Tomayconsa (UNS)                                         |
| 52      | 16 de mayo | 15:00   | Rímac      | La Florida          | Gaby Oncoy       | Sporting Cristal      | 8 – 0     | Real Áncash FC  | Karol Murcia (2), Fabiana Oribe, Milena Tomayconsa (3), Enica Fasabi y Sabrina Ramírez |
| 53      | 17 de mayo | 13:00   | Lurín      | Campo Mar U         | Ingrid Rodríguez | Universitario         | 3 – 0     | Biavo FC        | Luz Campoverde, Pierina Núñez y Karen Páez                                             |
| 54      | 18 de mayo | 15:00   | La Molina  | Municipal           | Flor Carazas     | FC Killas             | 0 – 7     | Alianza Lima    | Adriana Lúcar (3), Silvani Oliveira (2), Gianella Romero y Sashenka Porras             |

| Fecha 10 | Fecha 10   | Fecha 10 | Fecha 10             | Fecha 10           | Fecha 10     | Fecha 10         | Fecha 10  | Fecha 10              | Fecha 10                                                                     |
| N.°      | Fecha      | Hora     | Sede                 | Estadio            | Árbitro      | Local            | Resultado | Visitante             | Goleadoras                                                                   |
| -------- | ---------- | -------- | -------------------- | ------------------ | ------------ | ---------------- | --------- | --------------------- | ---------------------------------------------------------------------------- |
| 55       | 20 de mayo | 12:00    | Trujillo             | Complejo UPAO      | Jackson Asto | Carlos Mannucci  | 1 – 1     | Defensores del Ilucán | Azucena Daga (MAN); Leydibi Llanos (DEF)                                     |
| 56       | 20 de mayo | 15:00    | Huaraz               | Rosas Pampa        | Obet Sánchez | Real Áncash FC   | 5 – 0     | Club UCV              | Luisana Castillo (2), Alila Flores (2) y Kendy Morales                       |
| 57       | 21 de mayo | 13:00    | Arequipa             | CAR de FBC Melgar  |              | FBC Melgar       | 4 – 2     | FC Killas             | Anapaula Márquez y Raquel Bilcape (3) (MEL); Merli Calle y Dayana Rozo (KIL) |
| 58       | 21 de mayo | 13:00    | Villa El Salvador    | Iván Elías Moreno  | Johanna Vega | Alianza Lima     | 4 – 0     | UNSAAC                | Heidy Padilla, Yomira Tacilla (2) y Silvani Oliveira (ALI)                   |
| 59       | 21 de mayo | 15:00    | El Eslabón           | Adela Vargas Burga | Sally Huamán | Biavo FC         | 3 – 1     | Flamengo FBC          | Leysi Lira y Gavi Gonzales (2) (BIA); Daniela Carrillo (FLA)                 |
| 60       | 21 de mayo | 15:30    | San Martín de Porres | Alberto Gallardo   | Flor Carazas | Sporting Cristal | 1 – 1     | Universitario         | Pierina Núñez (UNI); Karol Murcia (SCR)                                      |

| Fecha 11 | Fecha 11   | Fecha 11 | Fecha 11   | Fecha 11                  | Fecha 11          | Fecha 11              | Fecha 11  | Fecha 11         | Fecha 11                                                                         |
| N.°      | Fecha      | Hora     | Sede       | Estadio                   | Árbitro           | Local                 | Resultado | Visitante        | Goleadoras                                                                       |
| -------- | ---------- | -------- | ---------- | ------------------------- | ----------------- | --------------------- | --------- | ---------------- | -------------------------------------------------------------------------------- |
| 61       | 25 de mayo | 11:00    | Huamachuco | Municipal                 |                   | Defensores del Ilucán | 1 – 1     | Biavo FC         | Melany Salis (DEF); Cristina Ríos (BIA)                                          |
| 62       | 25 de mayo | 11:00    | La Molina  | Municipal                 |                   | FC Killas             | 3 – 1     | Real Áncash FC   | Merli Calle, Dayana Rozo y Saraí Salazar (KIL); Ruth Díaz (ANC)                  |
| 63       | 25 de mayo | 11:00    | Cusco      | Inca Garcilaso de la Vega |                   | UNSAAC                | 3 – 1     | Carlos Mannucci  | Shanda Mamani, Britt Rodríguez y Paloma Del Solar (UNS); Diana Chaves (MAN)      |
| 64       | 25 de mayo | 15:00    | Lurín      | Campo Mar U               |                   | Universitario         | 3 – 0     | FBC Melgar       | Pierina Núñez, Gisela Pino y Karen Páez                                          |
| 65       | 25 de mayo | 15:00    | Trujillo   | César Acuña Peralta       |                   | Club UCV              | 0 – 10    | Sporting Cristal | Olenka Gutiérrez, Karol Murcia (5), Anaís Vilca (3) y Sabrina Ramírez            |
| 66       | 25 de mayo | 15:00    | Huancayo   | Huancayo                  | Roberto Benavides | Flamengo FBC          | 1 – 3     | Alianza Lima     | Even Pizango (FLA); Adriana Lúcar, Himelda Albinagorta (a) y Heidy Padilla (ALI) |

### Play-Offs del Apertura

#### Cuadro
|  | Cuartos de final | Cuartos de final      | Cuartos de final |                  |     | Semifinales  | Semifinales | Semifinales | Semifinales |  |     | Final         | Final | Final | Final |  |
|  |                  |                       |                  |                  |     |              |             |             |             |  |     |               |       |       |       |  |
|  |                  |                       |                  |                  |     |              |             |             |             |  |     |               |       |       |       |  |
|  |                  |                       |                  |                  |     |              |             |             |             |  |     |               |       |       |       |  |
|  |                  |                       |                  |                  |     |              |             |             |             |  |     |               |       |       |       |  |
|  |                  |                       |                  |                  |     |              |             |             |             |  |     |               |       |       |       |  |
|  |                  | 1.°                   | Universitario    | 2                | 4   |              |             |             |             |  |     |               |       |       |       |  |
|  |                  |                       |                  | 2                | 4   |              |             |             |             |  |     |               |       |       |       |  |
|  |                  |                       | 4.°              | FBC Melgar       | 0   | 0            |             |             |             |  |     |               |       |       |       |  |
|  | 4.°              | FBC Melgar            | 4.°              | FBC Melgar       | 0   | 0            | 5           |             |             |  |     |               |       |       |       |  |
|  | 4.°              | FBC Melgar            |                  |                  |     |              |             |             |             |  |     |               |       |       |       |  |
|  | 5.°              | Defensores del Ilucán | 1                |                  |     |              |             |             |             |  |     |               |       |       |       |  |
|  | 5.°              | Defensores del Ilucán | 1                |                  |     |              |             |             |             |  | 1.° | Universitario | 0     | 0     |       |  |
|  |                  |                       |                  |                  |     |              |             |             |             |  | 1.° | Universitario | 0     | 0     |       |  |
|  |                  |                       | 2.°              | Alianza Lima     | 0   | 2            |             |             |             |  |     |               |       |       |       |  |
|  | 3.°              | Sporting Cristal      | 2.°              | Alianza Lima     | 0   | 2            | 4           |             |             |  |     |               |       |       |       |  |
|  | 3.°              | Sporting Cristal      |                  |                  |     |              |             |             |             |  |     |               |       |       |       |  |
|  | 6.°              | Biavo FC              | 2                |                  |     |              |             |             |             |  |     |               |       |       |       |  |
|  | 6.°              | Biavo FC              | 2                |                  | 2.° | Alianza Lima | 1           | 2           |             |  |     |               |       |       |       |  |
|  |                  |                       |                  |                  | 2.° | Alianza Lima | 1           | 2           |             |  |     |               |       |       |       |  |
|  |                  |                       | 3.°              | Sporting Cristal | 0   | 0            |             |             |             |  |     |               |       |       |       |  |
|  |                  |                       | 3.°              | Sporting Cristal | 0   | 0            |             |             |             |  |     |               |       |       |       |  |
|  |                  |                       |                  |                  |     |              |             |             |             |  |     |               |       |       |       |  |
|  |                  |                       |                  |                  |     |              |             |             |             |  |     |               |       |       |       |  |
|  |                  |                       |                  |                  |     |              |             |             |             |  |     |               |       |       |       |  |
|  |                  |                       |                  |                  |     |              |             |             |             |  |     |               |       |       |       |  |

#### Resultados

##### Cuartos de final
Partido único
| 7 de junio, 12:00 | Sporting Cristal                             | 4:2     | Biavo FC             | La Florida, Lima         |                          |
|                   | Acosta 11' · Murcia 24' 52' · Tomayconsa 46' | Reporte | Díaz 9' · Araújo 79' | Árbitro(s): Johanna Vega | Árbitro(s): Johanna Vega |

| 7 de junio, 15:00 | FBC Melgar                                                          | 5:1     | Defensores del Ilucán | CAR de FBC Melgar, Arequipa |                           |
|                   | A. Martínez 14' · Bilcape 19' 38' · Zevallos 77' · Bustamante 90+2' | Reporte | T. Martínez 40'       | Árbitro(s): Yoselin Campó   | Árbitro(s): Yoselin Campó |

##### Semifinales
Ida
| 11 de junio, 12:30 | FBC Melgar | 0:2     | Universitario | Monumental UNSA, Arequipa |                          |
|                    |            | Reporte | Núñez 28' 56' | Árbitro(s): Flor Carazas  | Árbitro(s): Flor Carazas |

| 11 de junio, 15:00 | Sporting Cristal | 0:1     | Alianza Lima | Estadio Alberto Gallardo, Lima |                        |
|                    |                  | Reporte | Reyes 29'    | Árbitro(s): Gaby Oncoy         | Árbitro(s): Gaby Oncoy |

Vuelta
| 15 de junio, 12:00 | Universitario                                         | 4:0 (Global 6:0) | FBC Melgar | Campo Mar - U, Lima          |                              |
|                    | Campoverde 25' · Canales 39' · Páez 46' · Aguilar 87' | Reporte          |            | Árbitro(s): Ingrid Rodríguez | Árbitro(s): Ingrid Rodríguez |

| 15 de junio, 15:00 | Alianza Lima              | 2:0 (Global 3:0) | Sporting Cristal | Estadio Hugo Sotil, Lima      |                               |
|                    | Lúcar 14' · Annaysa 45+1' | Reporte          |                  | Árbitro(s): Maykol Farromeque | Árbitro(s): Maykol Farromeque |

##### Final
Ida
| 18 de junio, 20:00 | Alianza Lima | 0:0     | Universitario | Estadio Alejandro Villanueva, Lima |                          |
|                    |              | Reporte |               | Árbitro(s): Johanna Vega           | Árbitro(s): Johanna Vega |

Vuelta
| 22 de junio, 15:00 | Universitario | 0:2 (Global 0:2) | Alianza Lima                | Estadio Monumental, Lima     |                              |
|                    |               | Reporte          | Annaysa 45+5' · Silvani 60' | Árbitro(s): Milagros Arruela | Árbitro(s): Milagros Arruela |

|                                                                                           |
| Ganador del Torneo Apertura Alianza Lima Clasificado a la Copa Libertadores Femenina 2025 |

## Torneo Clausura
El Torneo Clausura se disputará en una primera fase con el formato de todos contra todos a una sola rueda (partidos de vuelta), seguida de una etapa de play-offs. El ganador del Torneo Clausura clasificará a la final por el título nacional de 2025 y a la Copa Libertadores de América Femenina 2026.

### Fase Regular del Clausura

#### Tabla de posiciones
| Pos. | Equipo                | Pts. | PJ | G | E | P | GF | GC | Dif. | Clasificación    |
| ---- | --------------------- | ---- | -- | - | - | - | -- | -- | ---- | ---------------- |
| 1    | Universitario         | 9    | 3  | 3 | 0 | 0 | 15 | 1  | +14  | Semifinales      |
| 2    | Alianza Lima          | 9    | 3  | 3 | 0 | 0 | 12 | 0  | +12  | Semifinales      |
| 3    | Sporting Cristal      | 7    | 3  | 2 | 1 | 0 | 5  | 2  | +3   | Cuartos de final |
| 4    | FBC Melgar            | 7    | 3  | 2 | 1 | 0 | 5  | 3  | +2   | Cuartos de final |
| 5    | UNSAAC                | 6    | 3  | 2 | 0 | 1 | 5  | 2  | +3   | Cuartos de final |
| 6    | Flamengo FBC          | 4    | 3  | 1 | 1 | 1 | 5  | 2  | +3   | Cuartos de final |
| 7    | Carlos Mannucci       | 4    | 3  | 1 | 1 | 1 | 3  | 3  | 0    |                  |
| 8    | Club UCV              | 2    | 3  | 0 | 2 | 1 | 1  | 3  | −2   |                  |
| 9    | Defensores del Ilucán | 1    | 3  | 0 | 1 | 2 | 2  | 4  | −2   |                  |
| 10   | FC Killas             | 1    | 3  | 0 | 1 | 2 | 2  | 7  | −5   |                  |
| 11   | Biavo FC              | 0    | 3  | 0 | 0 | 3 | 1  | 13 | −12  |                  |
| 12   | Real Áncash FC        | 0    | 3  | 0 | 0 | 3 | 0  | 16 | −16  |                  |

Actualizado a los partidos jugados el 17 de agosto de 2025.
 Fuente: Liga Femenina Apuesta Total

#### Evolución de la clasificación
| Pos. | Equipo                | F1   | F2   | F3   | F4 | F5 | F6 | F7 | F8 | F9 | F10 | F11 |
| ---- | --------------------- | ---- | ---- | ---- | -- | -- | -- | -- | -- | -- | --- | --- |
| 1.°  | Universitario         | 1.°  | 1.°  | 1.°  |    |    |    |    |    |    |     |     |
| 2.°  | Alianza Lima          | 5.°  | 4.°  | 2.°  |    |    |    |    |    |    |     |     |
| 3.°  | Sporting Cristal      | 4.°  | 2.°  | 3.°  |    |    |    |    |    |    |     |     |
| 4.°  | FBC Melgar            | 3.°  | 3.°  | 4.°  |    |    |    |    |    |    |     |     |
| 5.°  | UNSAAC                | 10.° | 7.°  | 5.°  |    |    |    |    |    |    |     |     |
| 6.°  | Flamengo FBC          | 9.°  | 5.°  | 6.°  |    |    |    |    |    |    |     |     |
| 7.°  | Carlos Mannucci       | 2.°  | 6.°  | 7.°  |    |    |    |    |    |    |     |     |
| 8.°  | Club UCV              | 7.°  | 9.°  | 8.°  |    |    |    |    |    |    |     |     |
| 9.°  | Defensores del Ilucán | 11.° | 11.° | 9.°  |    |    |    |    |    |    |     |     |
| 10.° | FC Killas             | 6.°  | 8.°  | 10.° |    |    |    |    |    |    |     |     |
| 11.° | Biavo FC              | 8.°  | 10.° | 11.° |    |    |    |    |    |    |     |     |
| 12.° | Real Áncash FC        | 12.° | 12.° | 12.° |    |    |    |    |    |    |     |     |

#### Resultados
- Los horarios corresponden a la hora local del Perú: (UTC–5).

| Fecha 1 | Fecha 1     | Fecha 1 | Fecha 1  | Fecha 1                   | Fecha 1           | Fecha 1               | Fecha 1   | Fecha 1          | Fecha 1                                                                                                |
| N.°     | Fecha       | Hora    | Sede     | Estadio                   | Árbitro           | Local                 | Resultado | Visitante        | Goleadoras                                                                                             |
| ------- | ----------- | ------- | -------- | ------------------------- | ----------------- | --------------------- | --------- | ---------------- | --- |
| 75      | 2 de agosto | 12:30   | Huancayo | Huancayo                  | Heydi Mendoza     | Flamengo FBC          | 1 – 2     | Sporting Cristal | Rubelys Perea (FLA); Angie Tomateo y Milena Tomayconsa (SCR)                                           |
| 76      | 2 de agosto | 15:00   | Lurín    | Campo Mar U               | Gaby Oncoy        | Universitario         | 9 – 0     | Real Áncash FC   | Pierina Núñez (3), Geraldine Cisneros, Gisela Pino, Cindy Novoa (2), Xioczana Canales y Victoria Ochoa |
| 77      | 3 de gosto  | 12:30   | Cusco    | Inca Garcilaso de la Vega | Flor Carazas      | UNSAAC                | 1 – 2     | FBC Melgar       | Lizzy Ramos (UNS); Anyella Martínez y Raquel Bilcape (MEL)                                             |
| 78      | 3 de gosto  | 15:00   | Cutervo  | Juan Maldonado Gamarra    | Miriam Benavides  | Defensores del Ilucán | 0 – 1     | Alianza Lima     | Sashenka Porras                                                                                        |
| 79      | 3 de gosto  | 19:00   | Ate      | Andrés Bedoya Díaz        | Elizabeth Tintaya | FC Killas             | 1 – 1     | Club UCV         | Mary Arguedas (KIL); Margarita Vásquez (UCV)                                                           |
| 80      | 4 de agosto | 11:00   | Trujillo | Complejo UPAO             | Thalia Yslado     | Carlos Mannucci       | 2 – 1     | Biavo FC         | Katsumi Cheng y Maribel Portillo (MAN); Vitória Canuto (BIA)                                           |

| Fecha 2 | Fecha 2      | Fecha 2 | Fecha 2           | Fecha 2             | Fecha 2          | Fecha 2          | Fecha 2   | Fecha 2               | Fecha 2                                                   |
| N.°     | Fecha        | Hora    | Sede              | Estadio             | Árbitro          | Local            | Resultado | Visitante             | Goleadoras                                                |
| ------- | ------------ | ------- | ----------------- | ------------------- | ---------------- | ---------------- | --------- | --------------------- | --------------------------------------------------------- |
| 81      | 9 de agosto  | 10:30   | Rímac             | La Florida          | Gaby Oncoy       | Sporting Cristal | 2 – 0     | FC Killas             | Karol Murcia (2)                                          |
| 82      | 9 de agosto  | 13:00   | Villa El Salvador | Hugo Sotil Yerén    | Milagros Arruela | Alianza Lima     | 1 – 0     | Carlos Mannucci       | Silvani Oliveira                                          |
| 83      | 9 de agosto  | 15:15   | Arequipa          | CAR de FBC Melgar   | Leydi Delgado    | FBC Melgar       | 2 – 1     | Defensores del Ilucán | Alexa Zevallos y Maribel Ugarte (MEL); Melani Salis (DEF) |
| 84      | 10 de agosto | 12:30   | Huaraz            | Rosas Pampa         | Elio Mejía       | Real Áncash FC   | 0 – 4     | Flamengo FBC          | Zulianita Vela, Ruth Ccala, Rubelys Perea y Sara Jurado   |
| 85      | 10 de agosto | 15:00   | Trujillo          | César Acuña Peralta | Thalia Yslado    | Club UCV         | 0 – 2     | Universitario         | Fátima Zapata (a) y Pierina Núñez                         |
| 86      | 10 de agosto | 15:00   | El Eslabón        | Adela Vargas Burga  | Wuilder Espinoza | Biavo FC         | 0 – 1     | UNSAAC                | Shanda Mamani                                             |

| Fecha 3 | Fecha 3      | Fecha 3 | Fecha 3           | Fecha 3                   | Fecha 3           | Fecha 3               | Fecha 3   | Fecha 3          | Fecha 3 |
| N.°     | Fecha        | Hora    | Sede              | Estadio                   | Árbitro           | Local                 | Resultado | Visitante        | Goleadoras |
| ------- | ------------ | ------- | ----------------- | ------------------------- | ----------------- | --------------------- | --------- | ---------------- | --- |
| 87      | 16 de agosto | 10:00   | Trujillo          | Complejo UPAO             | Javier Casanova   | Carlos Mannucci       | 1 – 1     | FBC Melgar       | Priscila Bustos (a) (MAN); Raquel Bilcape (MEL)                                                                  |
| 88      | 16 de agosto | 12:30   | Huancayo          | Huancayo                  | Gustavo Huamán    | Flamengo FBC          | 0 – 0     | Club UCV         | Sin goleadoras                                                                                                   |
| 89      | 16 de agosto | 15:00   | La Molina         | Municipal                 | Heydi Mendoza     | FC Killas             | 1 – 4     | Universitario    | Jhosely Gamarra (KIL); Geraldine Cisneros, Gisela Pino, Fabiola Herrera y Alondra Vílchez (UNI)                  |
| 91      | 17 de agosto | 10:00   | Cusco             | Inca Garcilaso de la Vega | Alberto Paz       | UNSAAC                | 3 – 0     | Real Áncash FC   | Shanda Mamani, Shirley Tomayconsa y María Quintero                                                               |
| 90      | 17 de agosto | 12:30   | Cutervo           | Juan Maldonado Gamarra    | Marco Ojeda       | Defensores del Ilucán | 1 – 1     | Sporting Cristal | Noly Carranza (DEF); Milena Tomayconsa (SCR)                                                                     |
| 92      | 17 de agosto | 15:00   | Villa El Salvador | Hugo Sotil Yerén          | Elizabeth Tintaya | Alianza Lima          | 10 – 0    | Biavo FC         | Rafaela Marques (2), Annaysa Silva (2), Silvani Oliveira, Gladys Dorador (2), Adriana Lúcar y Yomira Tacilla (2) |

| Fecha 4 | Fecha 4      | Fecha 4 | Fecha 4  | Fecha 4           | Fecha 4 | Fecha 4          | Fecha 4   | Fecha 4               | Fecha 4    |
| N.°     | Fecha        | Hora    | Sede     | Estadio           | Árbitro | Local            | Resultado | Visitante             | Goleadoras |
| ------- | ------------ | ------- | -------- | ----------------- | ------- | ---------------- | --------- | --------------------- | ---------- |
| 93      | 22 de agosto | 19:00   | Huaraz   | Rosas Pampa       |         | Real Áncash FC   |           | Carlos Mannucci       |            |
| 94      | 23 de agosto | 15:00   | Arequipa | CAR de FBC Melgar |         | FBC Melgar       |           | Alianza Lima          |            |
| 95      |              |         |          |                   |         | Universitario    |           | Flamengo FBC          |            |
| 96      |              |         |          |                   |         | Sporting Cristal |           | UNSAAC                |            |
| 97      |              |         |          |                   |         | Club UCV         |           | Defensores del Ilucán |            |
| 98      |              |         |          |                   |         | Biavo FC         |           | FC Killas             |            |

| Fecha 5 | Fecha 5      | Fecha 5 | Fecha 5    | Fecha 5            | Fecha 5 | Fecha 5               | Fecha 5   | Fecha 5          | Fecha 5    |
| N.°     | Fecha        | Hora    | Sede       | Estadio            | Árbitro | Local                 | Resultado | Visitante        | Goleadoras |
| ------- | ------------ | ------- | ---------- | ------------------ | ------- | --------------------- | --------- | ---------------- | ---------- |
| 99      | 26 de agosto | 12:30   | Trujillo   | Complejo UPAO      |         | Carlos Mannucci       |           | Sporting Cristal |            |
| 100     | 27 de agosto | 15:00   | El Eslabón | Adela Vargas Burga |         | Biavo FC              |           | FBC Melgar       |            |
| 101     |              |         |            |                    |         | Flamengo FBC          |           | FC Killas        |            |
| 102     |              |         |            |                    |         | Alianza Lima          |           | Real Áncash FC   |            |
| 103     |              |         |            |                    |         | UNSAAC                |           | Club UCV         |            |
| 104     |              |         |            |                    |         | Defensores del Ilucán |           | Universitario    |            |

| Fecha 6 | Fecha 6        | Fecha 6 | Fecha 6              | Fecha 6             | Fecha 6 | Fecha 6          | Fecha 6   | Fecha 6               | Fecha 6    |
| N.°     | Fecha          | Hora    | Sede                 | Estadio             | Árbitro | Local            | Resultado | Visitante             | Goleadoras |
| ------- | -------------- | ------- | -------------------- | ------------------- | ------- | ---------------- | --------- | --------------------- | ---------- |
| 105     | 30 de agosto   | 15:00   | Trujillo             | César Acuña Peralta |         | Club UCV         |           | Carlos Mannucci       |            |
| 106     | 31 de agosto   | 15:00   | San Martín de Porres | Alberto Gallardo    |         | Sporting Cristal |           | Alianza Lima          |            |
| 107     | 1 de setiembre | 15:00   | Huancayo             | Huancayo            |         | Flamengo FBC     |           | FBC Melgar            |            |
| 108     |                |         |                      |                     |         | FC Killas        |           | Defensores del Ilucán |            |
| 109     |                |         |                      |                     |         | Universitario    |           | UNSAAC                |            |
| 110     |                |         |                      |                     |         | Real Áncash FC   |           | Biavo FC              |            |

| Fecha 7 | Fecha 7 | Fecha 7 | Fecha 7 | Fecha 7 | Fecha 7 | Fecha 7               | Fecha 7   | Fecha 7          | Fecha 7    |
| N.°     | Fecha   | Hora    | Sede    | Estadio | Árbitro | Local                 | Resultado | Visitante        | Goleadoras |
| ------- | ------- | ------- | ------- | ------- | ------- | --------------------- | --------- | ---------------- | ---------- |
| 111     |         |         |         |         |         | Defensores del Ilucán |           | Flamengo FBC     |            |
| 112     |         |         |         |         |         | Alianza Lima          |           | Club UCV         |            |
| 113     |         |         |         |         |         | UNSAAC                |           | FC Killas        |            |
| 114     |         |         |         |         |         | FBC Melgar            |           | Real Áncash FC   |            |
| 115     |         |         |         |         |         | Carlos Mannucci       |           | Universitario    |            |
| 116     |         |         |         |         |         | Biavo FC              |           | Sporting Cristal |            |

| Fecha 8 | Fecha 8 | Fecha 8 | Fecha 8 | Fecha 8 | Fecha 8 | Fecha 8               | Fecha 8   | Fecha 8         | Fecha 8    |
| N.°     | Fecha   | Hora    | Sede    | Estadio | Árbitro | Local                 | Resultado | Visitante       | Goleadoras |
| ------- | ------- | ------- | ------- | ------- | ------- | --------------------- | --------- | --------------- | ---------- |
| 117     |         |         |         |         |         | Universitario         |           | Alianza Lima    |            |
| 118     |         |         |         |         |         | Club UCV              |           | Biavo FC        |            |
| 119     |         |         |         |         |         | Sporting Cristal      |           | FBC Melgar      |            |
| 120     |         |         |         |         |         | FC Killas             |           | Carlos Mannucci |            |
| 121     |         |         |         |         |         | Flamengo FBC          |           | UNSAAC          |            |
| 122     |         |         |         |         |         | Defensores del Ilucán |           | Real Áncash FC  |            |

| Fecha 9 | Fecha 9 | Fecha 9 | Fecha 9 | Fecha 9 | Fecha 9 | Fecha 9         | Fecha 9   | Fecha 9               | Fecha 9    |
| N.°     | Fecha   | Hora    | Sede    | Estadio | Árbitro | Local           | Resultado | Visitante             | Goleadoras |
| ------- | ------- | ------- | ------- | ------- | ------- | --------------- | --------- | --------------------- | ---------- |
| 123     |         |         |         |         |         | Carlos Mannucci |           | Flamengo FBC          |            |
| 124     |         |         |         |         |         | Biavo FC        |           | Universitario         |            |
| 125     |         |         |         |         |         | FBC Melgar      |           | Club UCV              |            |
| 126     |         |         |         |         |         | Real Áncash FC  |           | Sporting Cristal      |            |
| 127     |         |         |         |         |         | UNSAAC          |           | Defensores del Ilucán |            |
| 128     |         |         |         |         |         | Alianza Lima    |           | FC Killas             |            |

| Fecha 10 | Fecha 10 | Fecha 10 | Fecha 10 | Fecha 10 | Fecha 10 | Fecha 10              | Fecha 10  | Fecha 10         | Fecha 10   |
| N.°      | Fecha    | Hora     | Sede     | Estadio  | Árbitro  | Local                 | Resultado | Visitante        | Goleadoras |
| -------- | -------- | -------- | -------- | -------- | -------- | --------------------- | --------- | ---------------- | ---------- |
| 129      |          |          |          |          |          | Flamengo FBC          |           | Biavo FC         |            |
| 130      |          |          |          |          |          | FC Killas             |           | FBC Melgar       |            |
| 131      |          |          |          |          |          | Club UCV              |           | Real Áncash FC   |            |
| 132      |          |          |          |          |          | Defensores del Ilucán |           | Carlos Mannucci  |            |
| 133      |          |          |          |          |          | Universitario         |           | Sporting Cristal |            |
| 134      |          |          |          |          |          | UNSAAC                |           | Alianza Lima     |            |

| Fecha 11 | Fecha 11 | Fecha 11 | Fecha 11 | Fecha 11 | Fecha 11 | Fecha 11         | Fecha 11  | Fecha 11              | Fecha 11   |
| N.°      | Fecha    | Hora     | Sede     | Estadio  | Árbitro  | Local            | Resultado | Visitante             | Goleadoras |
| -------- | -------- | -------- | -------- | -------- | -------- | ---------------- | --------- | --------------------- | ---------- |
| 135      |          |          |          |          |          | FBC Melgar       |           | Universitario         |            |
| 136      |          |          |          |          |          | Biavo FC         |           | Defensores del Ilucán |            |
| 137      |          |          |          |          |          | Sporting Cristal |           | Club UCV              |            |
| 138      |          |          |          |          |          | Real Áncash FC   |           | FC Killas             |            |
| 139      |          |          |          |          |          | Carlos Mannucci  |           | UNSAAC                |            |
| 140      |          |          |          |          |          | Alianza Lima     |           | Flamengo FBC          |            |

### Play-Offs del Clausura

#### Cuadro
|  | Cuartos de final | Cuartos de final | Cuartos de final |  |  | Semifinales | Semifinales | Semifinales | Semifinales |  |  | Final | Final | Final | Final |  |
|  |                  |                  |                  |  |  |             |             |             |             |  |  |       |       |       |       |  |
|  |                  |                  |                  |  |  |             |             |             |             |  |  |       |       |       |       |  |
|  |                  |                  |                  |  |  |             |             |             |             |  |  |       |       |       |       |  |
|  |                  |                  |                  |  |  |             |             |             |             |  |  |       |       |       |       |  |
|  |                  |                  |                  |  |  |             |             |             |             |  |  |       |       |       |       |  |
|  |                  | 1.°              |                  |  |  |             |             |             |             |  |  |       |       |       |       |  |
|  |                  |                  |                  |  |  |             |             |             |             |  |  |       |       |       |       |  |
|  |                  |                  |                  |  |  |             |             |             |             |  |  |       |       |       |       |  |
|  | 4.°              |                  |                  |  |  |             |             |             |             |  |  |       |       |       |       |  |
|  |                  |                  |                  |  |  |             |             |             |             |  |  |       |       |       |       |  |
|  | 5.°              |                  |                  |  |  |             |             |             |             |  |  |       |       |       |       |  |
|  |                  |                  |                  |  |  |             |             | ?           |             |  |  |       |       |       |       |  |
|  |                  |                  |                  |  |  |             |             |             |             |  |  |       |       |       |       |  |
|  |                  |                  | ?                |  |  |             |             |             |             |  |  |       |       |       |       |  |
|  | 3.°              |                  |                  |  |  |             |             |             |             |  |  |       |       |       |       |  |
|  |                  |                  |                  |  |  |             |             |             |             |  |  |       |       |       |       |  |
|  | 6.°              |                  |                  |  |  |             |             |             |             |  |  |       |       |       |       |  |
|  |                  | 2.°              |                  |  |  |             |             |             |             |  |  |       |       |       |       |  |
|  |                  |                  |                  |  |  |             |             |             |             |  |  |       |       |       |       |  |
|  |                  |                  |                  |  |  |             |             |             |             |  |  |       |       |       |       |  |
|  |                  |                  |                  |  |  |             |             |             |             |  |  |       |       |       |       |  |
|  |                  |                  |                  |  |  |             |             |             |             |  |  |       |       |       |       |  |
|  |                  |                  |                  |  |  |             |             |             |             |  |  |       |       |       |       |  |
|  |                  |                  |                  |  |  |             |             |             |             |  |  |       |       |       |       |  |
|  |                  |                  |                  |  |  |             |             |             |             |  |  |       |       |       |       |  |

#### Resultados

##### Cuartos de final
Partido único
|  | 3.° Clausura | vs. | 6.° Clausura |  |  |

|  | 4.° Clausura | vs. | 5.° Clausura |  |  |

##### Semifinales
Ida
|  | 4.° o 5.° Clausura | vs. | 1.° Clausura |  |  |

|  | 3.° o 6.° Clausura | vs. | 2.° Clausura |  |  |

Vuelta
|  | 1.° Clausura | vs. | 4.° o 5.° Clausura |  |  |

|  | 2.° Clausura | vs. | 3.° o 6.° Clausura |  |  |

##### Final
Ida
|  | Semifinalista 2 | vs. | Semifinalista 1 |  |  |

Vuelta
|  | Semifinalista 1 | vs. | Semifinalista 2 |  |  |

## Tabla Acumulada
La Tabla Acumulada define las localías de la final por el título de la Liga y los equipos que descenderán. Asimismo, define los siguientes puestos tras definirse al campeón y subcampeón de la Liga. En el caso del descenso, los clubes que ocupen las dos últimas posiciones de la Tabla Acumulada descenderán a la Liga de Ascenso Femenina 2026. La tabla no toma en cuenta los partidos disputados en los play-offs del Apertura y del Clausura. 
| Pos. | Equipo                | Pts. | PJ | G  | E | P  | GF | GC | Dif. | Clasificación |
| ---- | --------------------- | ---- | -- | -- | - | -- | -- | -- | ---- | ------------- |
| 1    | Universitario         | 40   | 14 | 13 | 1 | 0  | 61 | 3  | +58  |               |
| 2    | Alianza Lima          | 37   | 14 | 12 | 1 | 1  | 64 | 4  | +60  |               |
| 3    | Sporting Cristal      | 33   | 14 | 10 | 3 | 1  | 53 | 9  | +44  |               |
| 4    | FBC Melgar            | 23   | 14 | 6  | 5 | 3  | 22 | 21 | +1   |               |
| 5    | Defensores del Ilucán | 17   | 14 | 4  | 5 | 5  | 18 | 36 | −18  |               |
| 6    | Flamengo FBC          | 16   | 14 | 5  | 1 | 8  | 23 | 28 | −5   |               |
| 7    | Carlos Mannucci       | 16   | 14 | 4  | 4 | 6  | 17 | 23 | −6   |               |
| 8    | FC Killas             | 14   | 14 | 4  | 2 | 8  | 14 | 36 | −22  |               |
| 9    | Biavo FC              | 13   | 14 | 3  | 4 | 7  | 24 | 33 | −9   |               |
| 10   | UNSAAC                | 12   | 14 | 3  | 3 | 8  | 17 | 29 | −12  |               |
| 11   | Real Áncash FC        | 9    | 14 | 3  | 0 | 11 | 15 | 54 | −39  | Descienden    |
| 12   | Club UCV              | 5    | 14 | 0  | 5 | 9  | 1  | 53 | −52  | Descienden    |

Actualizado a los partidos jugados el 17 de agosto de 2025.
 Fuente: Liga Femenina Apuesta Total

### Evolución del acumulado
| Pos. | Equipo                | 1    | 2    | 3    | 4    | 5    | 6    | 7    | 8    | 9    | 10   | 11   | 12   | 13   | 14   | 15   | 16 | 17 | 18 | 19 | 20 | 21 | 22 |
| ---- | --------------------- | ---- | ---- | ---- | ---- | ---- | ---- | ---- | ---- | ---- | ---- | ---- | ---- | ---- | ---- | ---- | -- | -- | -- | -- | -- | -- | -- |
| 1.°  | Universitario         | 3.°  | 2.°  | 1.°  | 1.°  | 1.°  | 1.°  | 1.°  | 1.°  | 1.°  | 1.°  | 1.°  | 1.°  | 1.°  | 1.°  |      |    |    |    |    |    |    |    |
| 2.°  | Alianza Lima          | 1.°  | 1.°  | 2.°  | 2.°  | 2.°  | 2.°  | 2.°  | 2.°  | 2.°  | 2.°  | 2.°  | 2.°  | 2.°  | 2.°  |      |    |    |    |    |    |    |    |
| 3.°  | Sporting Cristal      | 2.°  | 3.°  | 3.°  | 3.°  | 3.°  | 3.°  | 3.°  | 3.°  | 3.°  | 3.°  | 3.°  | 3.°  | 3.°  | 3.°  | 3.°  |    |    |    |    |    |    |    |
| 4.°  | FBC Melgar            | 4.°  | 4.°  | 5.°  | 5.°  | 5.°  | 4.°  | 6.°  | 5.°  | 5.°  | 4.°  | 4.°  | 4.°  | 4.°  | 4.°  | 4.°  |    |    |    |    |    |    |    |
| 5.°  | Defensores del Ilucán | 12.° | 11.° | 12.° | 8.°  | 8.°  | 7.°  | 5.°  | 4.°  | 4.°  | 5.°  | 5.°  | 5.°  | 5.°  | 5.°  |      |    |    |    |    |    |    |    |
| 6.°  | Flamengo FBC          | 11.° | 5.°  | 4.°  | 4.°  | 6.°  | 9.°  | 9.°  | 9.°  | 6.°  | 8.°  | 9.°  | 9.°  | 6.°  | 6.°  |      |    |    |    |    |    |    |    |
| 7.°  | Carlos Mannucci       | 6.°  | 8.°  | 8.°  | 6.°  | 7.°  | 5.°  | 7.°  | 6.°  | 7.°  | 7.°  | 8.°  | 6.°  | 7.°  | 7.°  |      |    |    |    |    |    |    |    |
| 8.°  | FC Killas             | 7.°  | 7.°  | 11.° | 7.°  | 4.°  | 6.°  | 4.°  | 7.°  | 8.°  | 9.°  | 7.°  | 7.°  | 8.°  | 8.°  |      |    |    |    |    |    |    |    |
| 9.°  | Biavo FC              | 5.°  | 6.°  | 7.°  | 10.° | 9.°  | 8.°  | 8.°  | 8.°  | 9.°  | 6.°  | 6.°  | 8.°  | 9.°  | 9.°  |      |    |    |    |    |    |    |    |
| 10.° | UNSAAC                | 10.° | 9.°  | 9.°  | 11.° | 11.° | 11.° | 11.° | 11.° | 11.° | 11.° | 11.° | 11.° | 10.° | 10.° |      |    |    |    |    |    |    |    |
| 11.° | Real Áncash FC        | 9.°  | 12.° | 6.°  | 9.°  | 10.° | 10.° | 10.° | 10.° | 10.° | 10.° | 10.° | 10.° | 11.° | 11.° |      |    |    |    |    |    |    |    |
| 12.° | Club UCV              | 8.°  | 10.° | 10.° | 12.° | 12.° | 12.° | 12.° | 12.° | 12.° | 12.° | 12.° | 12.° | 12.° | 12.° | 12.° |    |    |    |    |    |    |    |

## Final
Los ganadores de los torneos Apertura y Clausura jugarán la final con partidos de ida y vuelta para definir al campeón de la Liga Femenina Apuesta Total 2025. En caso de que un mismo club gane el Apertura y el Clausura será proclamado campeón. En dicho supuesto no se jugará la final de la Liga. 
|  | Final            |              |  |  |  |
|  |                  |              |  |  |  |
|  | Ganador Apertura | Alianza Lima |  |  |  |
|  | Ganador Apertura | Alianza Lima |  |  |  |
|  | Ganador Clausura |              |  |  |  |
|  |                  |              |  |  |  |

| Finales | Finales | Finales | Finales | Finales | Finales | Finales                     | Finales   | Finales                     | Finales    |
| N.°     | Fecha   | Hora    | Sede    | Estadio | Árbitro | Local                       | Resultado | Visitante                   | Goleadoras |
| ------- | ------- | ------- | ------- | ------- | ------- | --------------------------- | --------- | --------------------------- | ---------- |
| 149     |         |         |         |         |         |                             |           | Mejor de la Tabla Acumulada |            |
| 150     |         |         |         |         |         | Mejor de la Tabla Acumulada |           |                             |            |

## Estadísticas

### Goleadoras
| Pos. | Futbolista         | Club                  | Edad    | Goles    | Goles    | Goles     |
| Pos. | Futbolista         | Club                  | Edad    | Apertura | Clausura | Temporada |
| ---- | ------------------ | --------------------- | ------- | -------- | -------- | --------- |
| 1.°  | Karol Murcia       | Sporting Cristal      | 23 años | 18       | 2        | 20        |
|      | Pierina Núñez      | Universitario         | 25 años | 16       | 4        | 20        |
| 2.°  | Adriana Lúcar      | Alianza Lima          | 33 años | 14       | 1        | 15        |
| 3.°  | Raquel Bilcape     | FBC Melgar            | 18 años | 10       | 2        | 12        |
| 4.°  | Gavi Gonzales      | Biavo FC              | 20 años | 11       | -        | 11        |
|      | Annaysa Silva      | Alianza Lima          | 29 años | 9        | 2        | 11        |
| 5.°  | Karen Páez         | Universitario         | 29 años | 10       | -        | 10        |
| 6.°  | Milena Tomayconsa  | Sporting Cristal      | 23 años | 7        | 2        | 9         |
|      | Yomira Tacilla     | Alianza Lima          | 29 años | 7        | 2        | 9         |
| 7.°  | Heidy Padilla      | Alianza Lima          | 31 años | 7        | -        | 7         |
| 8.°  | Silvani Oliveira   | Alianza Lima          | 31 años | 4        | 2        | 6         |
| 9.°  | Joselyn González   | Sporting Cristal      | 25 años | 5        | -        | 5         |
|      | Paloma Del Solar   | UNSAAC                | 20 años | 5        | -        | 5         |
|      | Luz Campoverde     | Universitario         | 26 años | 5        | -        | 5         |
|      | Cindy Novoa        | Universitario         | 30 años | 3        | 2        | 5         |
|      | Anyella Martínez   | FBC Melgar            | 30 años | 4        | 1        | 5         |
|      | Shirley Tomayconsa | UNSAAC                | 26 años | 4        | 1        | 5         |
| 10.° | Daniela Carrillo   | Flamengo FBC          | 26 años | 4        | -        | 4         |
|      | Dayana Rozo        | FC Killas             | 19 años | 4        | -        | 4         |
|      | Anais Vilca        | Sporting Cristal      | 24 años | 4        | -        | 4         |
|      | Sabrina Ramírez    | Sporting Cristal      | 31 años | 4        | -        | 4         |
|      | Tiffany Martínez   | Defensores del Ilucán | 22 años | 4        | -        | 4         |
|      | Xioczana Canales   | Universitario         | 26 años | 3        | 1        | 4         |
|      | Sashenka Porras    | Alianza Lima          | 20 años | 3        | 1        | 4         |
|      | Katsumi Cheng      | Carlos Mannucci       | 25 años | 3        | 1        | 4         |
|      | Rubelys Perea      | Flamengo FBC          | 25 años | 2        | 2        | 4         |
|      | Gisela Pino        | Universitario         | 32 años | 2        | 2        | 4         |
|      | Rafaela Marques    | Alianza Lima          | 30 años | 2        | 2        | 4         |
| 11.° | Yomira Delgado     | Defensores del Ilucán | 30 años | 3        | -        | 3         |
|      | Alessia Sanllehi   | Carlos Mannucci       | 21 años | 3        | -        | 3         |
|      | Azucena Daga       | Carlos Mannucci       | 21 años | 3        | -        | 3         |
|      | Kendy Morales      | Real Áncash FC        | 25 años | 3        | -        | 3         |
|      | Leysi Lira         | Biavo FC              | 32 años | 3        | -        | 3         |
|      | Diana Chaves       | Carlos Mannucci       | 29 años | 3        | -        | 3         |
|      | Merli Calle        | FC Killas             | 19 años | 3        | -        | 3         |
|      | Esther Díaz        | Biavo FC              | 20 años | 3        | -        | 3         |
|      | Larissa Araújo     | Biavo FC              | 28 años | 3        | -        | 3         |
|      | Vitória Canuto     | Biavo FC              | 26 años | 2        | 1        | 3         |
|      | Zulianita Vela     | Flamengo FBC          | 21 años | 2        | 1        | 3         |
|      | Alondra Vílchez    | Universitario         | 28 años | 2        | 1        | 3         |
|      | Shanda Mamani      | UNSAAC                | 20 años | 1        | 2        | 3         |
|      | Gladys Dorador     | Alianza Lima          | 36 años | 1        | 2        | 3         |
| 12.° | Nikol Tobo         | Real Áncash FC        | 19 años | 2        | -        | 2         |
|      | Alba Soto          | FBC Melgar            | 16 años | 2        | -        | 2         |
|      | Kimbherly Flores   | Universitario         | 35 años | 2        | -        | 2         |
|      | Scarleth Flores    | Universitario         | 28 años | 2        | -        | 2         |
|      | Emily Flores       | Alianza Lima          | 34 años | 2        | -        | 2         |
|      | Yamila Jaramillo   | Real Áncash FC        | 19 años | 2        | -        | 2         |
|      | Nicool Lucio       | Defensores del Ilucán | 21 años | 2        | -        | 2         |
|      | Ana Iraha          | Sporting Cristal      | 17 años | 2        | -        | 2         |
|      | Tatiana Castañeda  | Universitario         | 34 años | 2        | -        | 2         |
|      | Odalys Rivas       | Flamengo FBC          | 26 años | 2        | -        | 2         |
|      | Paola Lizarsaburu  | Defensores del Ilucán | 25 años | 2        | -        | 2         |
|      | Rocío Fernández    | Flamengo FBC          | 35 años | 2        | -        | 2         |
|      | Fabiana Oribe      | Sporting Cristal      | 22 años | 2        | -        | 2         |
|      | Enica Fasabi       | Sporting Cristal      | 28 años | 2        | -        | 2         |
|      | Gianella Romero    | Alianza Lima          | 22 años | 2        | -        | 2         |
|      | Leydibi Llanos     | Defensores del Ilucán | 23 años | 2        | -        | 2         |
|      | Alila Flores       | Real Áncash FC        | 28 años | 2        | -        | 2         |
|      | Luisana Castillo   | Real Áncash FC        | 22 años | 2        | -        | 2         |
|      | Britt Rodríguez    | UNSAAC                | 23 años | 2        | -        | 2         |
|      | Even Pizango       | Flamengo FBC          | 30 años | 2        | -        | 2         |
|      | Rubí Acosta        | Sporting Cristal      | 24 años | 2        | -        | 2         |
|      | Alison Reyes       | Alianza Lima          | 29 años | 2        | -        | 2         |
|      | Angie Tomateo      | Sporting Cristal      | 24 años | 1        | 1        | 2         |
|      | Mary Arguedas      | FC Killas             | 20 años | 1        | 1        | 2         |
|      | Alexa Zevallos     | FBC Melgar            | 17 años | 1        | 1        | 2         |
|      | Melany Salis       | Defensores del Ilucán | 21 años | 1        | 1        | 2         |
|      | Sara Jurado        | Flamengo FBC          | 32 años | 1        | 1        | 2         |
|      | Geraldine Cisneros | Universitario         | 29 años | -        | 2        | 2         |
|      | Fabiola Herrera    | Universitario         | 38 años | 1        | 1        | 2         |
| 13.° | Marifé Ramos       | FBC Melgar            | 25 años | 1        | -        | 1         |
|      | Sofía Aguayo       | Sporting Cristal      | 18 años | 1        | -        | 1         |
|      | Emily Ortega       | Flamengo FBC          | 21 años | 1        | -        | 1         |
|      | Sintia Rojas       | Flamengo FBC          | 31 años | 1        | -        | 1         |
|      | Sheraly Ochavano   | Flamengo FBC          | 16 años | 1        | -        | 1         |
|      | Yormary Álvarez    | Sporting Cristal      | 23 años | 1        | -        | 1         |
|      | Gabriela García    | Sporting Cristal      | 24 años | 1        | -        | 1         |
|      | Melanny Mondaca    | Sporting Cristal      | 19 años | 1        | -        | 1         |
|      | Camila Valencia    | Real Áncash FC        | 23 años | 1        | -        | 1         |
|      | Morelia Guimaray   | Real Áncash FC        | 30 años | 1        | -        | 1         |
|      | Oriana Belsuzarri  | Universitario         | 20 años | 1        | -        | 1         |
|      | Angelina Urpe      | FC Killas             | 19 años | 1        | -        | 1         |
|      | Catherinne Bringas | FC Killas             | 30 años | 1        | -        | 1         |
|      | María Espejo       | Universitario         | 18 años | 1        | -        | 1         |
|      | Valerie Gherson    | Universitario         | 19 años | 1        | -        | 1         |
|      | Yelitza Toledo     | Carlos Mannucci       | 35 años | 1        | -        | 1         |
|      | Linda Espinoza     | FC Killas             | 21 años | 1        | -        | 1         |
|      | Alexa Aguilar      | Defensores del Ilucán | 24 años | 1        | -        | 1         |
|      | Allison Azabache   | Alianza Lima          | 21 años | 1        | -        | 1         |
|      | Neidy Romero       | Alianza Lima          | 30 años | 1        | -        | 1         |
|      | Tifani Molina      | Alianza Lima          | 23 años | 1        | -        | 1         |
|      | Tania Salcedo      | Real Áncash FC        | 19 años | 1        | -        | 1         |
|      | Aranxa Vega        | Carlos Mannucci       | 27 años | 1        | -        | 1         |
|      | Alexandra Vargas   | FBC Melgar            | 21 años | 1        | -        | 1         |
|      | Camila Perochena   | FBC Melgar            | 27 años | 1        | -        | 1         |
|      | Nycol Pérez        | Defensores del Ilucán | 20 años | 1        | -        | 1         |
|      | Brenda Adrianzén   | Defensores del Ilucán | 23 años | 1        | -        | 1         |
|      | Carmen Yataco      | Biavo FC              | 25 años | 1        | -        | 1         |
|      | Giovana Auccapiña  | Biavo FC              | 20 años | 1        | -        | 1         |
|      | Anapaula Márquez   | FBC Melgar            | 21 años | 1        | -        | 1         |
|      | Saraí Salazar      | FC Killas             | 25 años | 1        | -        | 1         |
|      | Ruth Díaz          | Real Áncash FC        | 20 años | 1        | -        | 1         |
|      | Cristina Ríos      | Biavo FC              | 19 años | 1        | -        | 1         |
|      | Olenka Gutiérrez   | Sporting Cristal      | 24 años | 1        | -        | 1         |
|      | Ayumi Bustamante   | FBC Melgar            | 17 años | 1        | -        | 1         |
|      | Melicia Aguilar    | Universitario         | 25 años | 1        | -        | 1         |
|      | Victoria Ochoa     | Universitario         | 20 años | -        | 1        | 1         |
|      | Lizzy Ramos        | UNSAAC                | 29 años | -        | 1        | 1         |
|      | Margarita Vásquez  | Club UCV              | 26 años | -        | 1        | 1         |
|      | Maribel Portillo   | Carlos Mannucci       | 29 años | -        | 1        | 1         |
|      | Maribel Ugarte     | FBC Melgar            | 32 años | -        | 1        | 1         |
|      | Ruth Ccala         | Flamengo FBC          | 19 años | -        | 1        | 1         |
|      | Jhosely Gamarra    | FC Killas             | 23 años | -        | 1        | 1         |
|      | María Quintero     | UNSAAC                |         | -        | 1        | 1         |
|      | Noly Carranza      | Defensores del Ilucán | 23 años | -        | 1        | 1         |

### Autogoleadoras
| N.° | Fecha        | Futbolista          | Autogoles | Local           | Resultado | Visitante     | Detalle               |
| --- | ------------ | ------------------- | --------- | --------------- | --------- | ------------- | --------------------- |
| 1   | 25 de mayo   | Himelda Albinagorta | 1         | Flamengo FBC    | 1 – 3     | Alianza Lima  | Fecha 11 del Apertura |
| 2   | 10 de agosto | Fátima Zapata       | 1         | Club UCV        | 0 – 2     | Universitario | Fecha 2 del Clausura  |
| 3   | 16 de agosto | Priscila Bustos     | 1         | Carlos Mannucci | 1 – 1     | FBC Melgar    | Fecha 3 del Clausura  |

### Multigoleadoras
| N.° | Fecha       | Futbolista        | Goles | Local            | Resultado | Visitante             | Detalle               |
| --- | ----------- | ----------------- | ----- | ---------------- | --------- | --------------------- | --------------------- |
| 1   | 25 de mayo  | Karol Murcia      | 5     | Club UCV         | 0 – 10    | Sporting Cristal      | Fecha 11 del Apertura |
| 2   | 30 de marzo | Adriana Lúcar     | 4     | Alianza Lima     | 11 – 0    | Defensores del Ilucán | Fecha 1 del Apertura  |
| 3   | 11 de abril | Pierina Núñez     | 4     | Universitario    | 9 – 0     | Club UCV              | Fecha 2 del Apertura  |
| 4   | 11 de mayo  | Gavi Gonzales     | 4     | Biavo FC         | 8 – 0     | Club UCV              | Fecha 8 del Apertura  |
| 5   | 15 de abril | Karen Páez        | 3     | Universitario    | 8 – 0     | FC Killas             | Fecha 3 del Apertura  |
| 6   | 20 de abril | Adriana Lúcar     | 3     | Alianza Lima     | 6 – 0     | FBC Melgar            | Fecha 4 del Apertura  |
| 7   | 16 de mayo  | Milena Tomayconsa | 3     | Sporting Cristal | 8 – 0     | Real Áncash FC        | Fecha 9 del Apertura  |
| 8   | 18 de mayo  | Adriana Lúcar     | 3     | FC Killas        | 0 – 7     | Alianza Lima          | Fecha 9 del Apertura  |
| 9   | 21 de mayo  | Raquel Bilcape    | 3     | FBC Melgar       | 4 – 2     | FC Killas             | Fecha 10 del Apertura |
| 10  | 25 de mayo  | Anais Vilca       | 3     | Club UCV         | 0 – 10    | Sporting Cristal      | Fecha 11 del Apertura |
| 11  | 2 de agosto | Pierina Núñez     | 3     | Universitario    | 9 – 0     | Real Áncash FC        | Fecha 1 del Clausura  |

## Premios de la Liga

### Por fecha
| Apertura | Apertura          | Apertura         | Apertura      | Apertura                                     |
| Fecha    | MVP Apuesta Total | Team Sol         | DT Sporade    | Gol Molten Perú                              |
| -------- | ----------------- | ---------------- | ------------- | -------------------------------------------- |
| 1        | Adriana Lúcar     | Alianza Lima     | José Letelier | Desierto por falta de cobertura televisiva   |
| 2        | Pierina Núñez     | Universitario    | Andrés Usme   | 2.° gol de Rafaela Marques a Carlos Mannucci |
| 3        | Karen Páez        | Sporting Cristal | Vivian Ayres  | Yormary Álvarez a Defensores del Ilucán      |
| 4        | Adriana Lúcar     | Alianza Lima     | José Letelier | Joselyn González a UNSAAC                    |
| 5        | Karol Murcia      | Universitario    | Andrés Usme   | 2.° gol de Karol Murcia a Carlos Mannucci    |
| 6        | Nicool Lucio      | Carlos Mannucci  | Luis Cordero  | Angie Tomateo a Alianza Lima                 |
| 7        | Karol Murcia      | Alianza Lima     | José Letelier | Allison Azabache a Club UCV                  |
| 8        | Gabriela Bórquez  | Universitario    | Andrés Usme   | Karen Páez a Alianza Lima                    |
| 9        | Milena Tomayconsa | Sporting Cristal | Vivian Ayres  | Daniela Carrillo a Carlos Mannucci           |
| 10       | Raquel Bilcape    | FBC Melgar       | Víctor Balta  | Pierina Núñez a Sporting Cristal             |
| 11       | Karol Murcia      | Sporting Cristal | Vivian Ayres  | Cristina Ríos a Defensores del Ilucán        |

| Clausura | Clausura          | Clausura         | Clausura     | Clausura                           |
| Fecha    | MVP Apuesta Total | Team Sol         | DT Sporade   | Gol Molten Perú                    |
| -------- | ----------------- | ---------------- | ------------ | ---------------------------------- |
| 1        | Pierina Núñez     | Universitario    | –            | –                                  |
| 2        | Karol Murcia      | Sporting Cristal | Vivian Ayres | Silvani Oliveira a Carlos Mannucci |
| 3        | Sheyla Sánchez    |                  |              |                                    |
| 4        |                   |                  |              |                                    |
| 5        |                   |                  |              |                                    |
| 6        |                   |                  |              |                                    |
| 7        |                   |                  |              |                                    |
| 8        |                   |                  |              |                                    |
| 9        |                   |                  |              |                                    |
| 10       |                   |                  |              |                                    |
| 11       |                   |                  |              |                                    |

### Por mes
| Mes   | MVP del mes Apuesta Total | DT del mes Sporade |
| ----- | ------------------------- | ------------------ |
| Abril | Pierina Núñez             | Andrés Usme        |
| Mayo  | Karol Murcia              | Andrés Usme        |

### Por torneo
| MVP del Apertura - Apuesta Total | MVP del Apertura - Apuesta Total |
| -------------------------------- | -------------------------------- |
| Annaysa Silva                    | Alianza Lima                     |